# Cùng nhau vì sự bền vững
Cùng nhau vì sự bền vững AISBL (TfS) là một sáng kiến chung của các công ty hóa chất, được thành lập vào năm 2011. Nó tập trung vào việc thúc đẩy các hoạt động bền vững trong chuỗi cung ứng của ngành hóa chất, hiện đang tập hợp 22 công ty xung quanh một tiêu chuẩn kiểm toán và đánh giá duy nhất. 

## Tính bền vững trong chuỗi cung ứng hóa chất
Trong vài năm qua, các khía cạnh bền vững trong ngành hóa chất đã trở nên quan trọng và toàn diện hơn. Ngày nay, các biện pháp của các công ty hóa chất tập trung vào tính bền vững bao gồm ngoài các khía cạnh sinh thái cũng là các mối quan tâm xã hội và các vấn đề hợp tác.
Ngày nay, người ta đã chấp nhận tốt rằng việc tạo ra chuỗi cung ứng hóa chất bền vững đòi hỏi một nỗ lực chung ngoài các doanh nghiệp cá nhân. Những nỗ lực này nên tích hợp các công ty hóa chất, nhà cung cấp, khách hàng cũng như người tiêu dùng.
Giáo sư Tiến sĩ Wolfgang Stolze và Marc Müller của Đại học St. Gallen tóm tắt sự phát triển trong ngành hóa chất trong những năm gần đây như sau: Từ phạm vi của tính bền vững trong ngành hóa chất đã phát triển từ một công trình cấp vững chắc, tập trung mạnh vào các khía cạnh xanh. đến một cách tiếp cận cấp chuỗi cố gắng để giải quyết ba điểm mấu chốt của các yếu tố kinh tế, xã hội và môi trường.” 

## Lịch sử
Sáng kiến Cùng nhau vì sự bền vững được thành lập vào năm 2011 bởi BASF, Bayer, Evonik, Henkel, Lanxess và Solvay. Mục tiêu là phát triển một chương trình tham gia nhà cung cấp toàn cầu và cải thiện các hoạt động tìm nguồn cung ứng bền vững của riêng họ phù hợp với Tác động toàn cầu Liên hiệp quốc.
Kể từ tháng 6 năm 2012, TfS tiến hành đánh giá và kiểm toán bởi các chuyên gia độc lập, cũng như sự hợp tác ban đầu với công ty EcoVadis của Pháp, nơi cung cấp bảng điểm và điểm chuẩn bền vững.
Kể từ tháng 1 năm 2015, sáng kiến TfS được thành lập như một hiệp hội phi lợi nhuận quốc tế theo luật pháp Bỉ.

## Mục tiêu
TfS đã phát triển và thực hiện một chương trình tham gia nhà cung cấp toàn cầu để đánh giá các hoạt động tìm nguồn cung ứng bền vững, bao gồm các khía cạnh sinh thái và xã hội. Trọng tâm trong chuỗi cung ứng của các công ty thành viên tìm cách giảm sự thiếu hiệu quả và chia sẻ các thực tiễn tốt nhất giữa các nhà cung cấp của các thành viên . Hơn nữa, TfS cung cấp khuôn khổ để thực hiện các đánh giá và kiểm toán trong chuỗi cung ứng công nghiệp hóa chất, tổ chức các hội thảo và cung cấp các công cụ học tập điện tử.
Phương pháp TfS bao gồm hai yếu tố cốt lõi:
- Đánh giá TfS được thực hiện bởi công ty EcoVadis của Pháp, người cung cấp phiếu ghi điểm trên nền tảng hợp tác dựa trên web được chia sẻ của nó [4], và
- Kiểm toán TfS, được thực hiện bởi các công ty kiểm toán độc lập được phê duyệt bởi TfS

## Kết cấu
TfS được điều hành bởi hai cơ quan chính là Đại hội đồng và Ban chỉ đạo. Đại hội đồng được thành lập bởi tất cả các Giám đốc Thu mua của các công ty thành viên, và nắm quyền chỉ đạo và cơ cấu của tổ chức, cũng như phê chuẩn các quyết định của Ban Chỉ đạo. Ban chỉ đạo, được thành lập bởi sáu thành viên được bầu của Đại hội đồng cũng như chủ tịch TfS, là hội đồng điều hành của tổ chức và quyết định các hoạt động và dự án của nó.
Ngoài ra, TfS có một số Ủy ban điều hành khu vực (Châu Á, Hoa Kỳ và Nam Mỹ) cũng như, hiện tại, bốn luồng công việc dành riêng cho nhiệm vụ được lãnh đạo và nhân viên từ các công ty thành viên của TfS:
- Luồng công việc 1: Quản trị và công nhận lẫn nhau
- Luồng công việc 2: Đánh giá tính bền vững của nhà cung cấp
- Luồng công việc 3: Kiểm toán tính bền vững của nhà cung cấp
- Luồng công việc 4: Truyền thông và nâng cao nhận thức

Trụ sở chính của TfS tại Brussels. Nó quản lý các công việc hàng ngày của tổ chức và giữ liên lạc chặt chẽ với các đại diện và điều phối viên của các công ty thành viên.
TfS đang hợp tác với một số hiệp hội công nghiệp hóa chất khác: Hội đồng hóa học Mỹ (ACC), Hội đồng công nghiệp hóa chất châu Âu (CEFIC), Hội đồng hóa học Đức (VCI), Liên đoàn công nghiệp hóa chất và dầu mỏ Trung Quốc (CPCIF), Hội đồng hóa học Ấn Độ (ICC)  và Associação Brasileira da Indústria Química (ABIQUIM).

## Các thành viên
Tư cách thành viên trong TfS dành cho tất cả các công ty trong ngành hóa chất đăng ký Liên minh toàn cầu, Chăm sóc có trách nhiệm của Liên hợp quốc và thể hiện cam kết về tính bền vững. Tư cách thành viên của TfS đã tăng trưởng đều đặn kể từ khi thành lập và vào tháng 5 năm 2018, các thành viên của nó đã có doanh thu toàn cầu chung là € 313 tỷ.
Tính đến tháng 11 năm 2018, TfS có 22 công ty thành viên. 
| Công ty    | Trụ sở chính                 | Năm thành viên |
| ---------- | ---------------------------- | -------------- |
| AkzoNobel  | Amsterdam, Hà Lan            | 2013           |
| Arkema     | Colombia, Pháp               | 2014           |
| BASF       | Ludwigshafen, Đức            | 2011           |
| Bayer      | Leverkusen, Đức              | 2011           |
| Borealis   | Vienna, Áo                   | 2017           |
| Brenntag   | Essen, Đức                   | 2017           |
| Clariant   | Muttenz, Thụy Sĩ             | 2014           |
| Covestro   | Leverkusen, Đức              | 2015           |
| DSM        | Heerlen, Hà Lan              | 2015           |
| DuPont     | Wilmington, Del biết, Hoa Kỳ | 2017           |
| Người đông | Kingsport, Tennessee, Hoa Kỳ | 2015           |
| Evonik     | Essen, Đức                   | 2011           |
| Hà Lan     | Düsseldorf, Đức              | 2011           |
| ICL        | Tel-Aviv, Israel             | 2018           |
| IFF        | Thành phố New York, Hoa Kỳ   | 2015           |
| Lanxess    | Köln, Đức                    | 2011           |
| Thương     | Darmstadt, Đức               | 2014           |
| Sanofi     | Paris, Pháp                  | 2016           |
| Ngày mai   | Brussels, Bỉ                 | 2011           |
| Syngenta   | Basel, Thụy Sĩ               | 2015           |
| LÊN        | Helsinki, Phần Lan           | 2018           |
| Wacker     | Munich, Đức                  | 2015           |

## Sự công nhận
- 2015 - Được đánh giá cao tại Giải thưởng Kinh doanh có Trách nhiệm của Tập đoàn Đạo đức 2015 [7]
- 2016 - Giải thưởng chuyển đổi thị trường của Hội đồng lãnh đạo mua hàng bền vững [8]
- 2018 - Dự án mua sắm khu vực thứ ba / phi lợi nhuận tốt nhất tại Giải thưởng quản lý cung ứng CIPS [9]
- 2018 - Chung kết Giải thưởng kinh doanh có trách nhiệm quốc tế [10]